# La Puebla de Alfindén
La Puebla de Alfindén é um município da Espanha na província de Saragoça, comunidade autónoma de Aragão. Tem 16,95 km² de área e em 2021 tinha 6 446 habitantes (densidade: 380,3 hab./km²).

## Demografia
| Variação demográfica do município entre 1991 e 2004 | Variação demográfica do município entre 1991 e 2004 | Variação demográfica do município entre 1991 e 2004 | Variação demográfica do município entre 1991 e 2004 |
| --------------------------------------------------- | --------------------------------------------------- | --------------------------------------------------- | --------------------------------------------------- |
| 1991                                                | 1996                                                | 2001                                                | 2004                                                |
| 1463                                                | 1578                                                | 2296                                                | 3076                                                |